# Bataille de Fort Stevens
Guerre de Sécession
Batailles
- Monocacy
- Fort Stevens
- Heaton's Crossroads
- Cool Spring
- Rutherford's Farm
- 2e Kernstown
- Folck's Mill
- Moorefield

La bataille de Fort Stevens est une bataille de la guerre de Sécession livrée les 11 et 12 juillet 1864 dans le nord-ouest de Washington, et faisant partie intégrante des campagnes de la vallée de Shenandoah en 1864 entre les forces commandées par le général de corps d'armée confédéré Jubal Anderson Early et le général de division de l'Union Alexander McDowell McCook. Malgré la crainte que suscitait le général Early au sein du gouvernement de l'Union, les renforcements entrepris par Horatio G. Wright et les nombreuses défenses du Fort Stevens minimisèrent la menace militaire que représentait Early et ses hommes, ce dernier s'étant retiré après avoir entrepris plusieurs escarmouches durant deux journées entières sans néanmoins tenter de véritables assauts du fort. La bataille se caractérise notamment par la présence du président Abraham Lincoln, ce dernier observant la bataille.

## Champ de bataille
Fort Stevens est aujourd'hui entretenu par le National Park Service et placé sous l'administration du Rock Creek Park. Le fort est situé près de la 13e rue nord-ouest, entre les rues de Rittenhouse et Quackenbos NW. Le cimetière de la bataille est à proximité du fort, au 6625 Georgia Avenue NW.

## Sources
- (en) Cet article est partiellement ou en totalité issu de l’article de Wikipédia en anglais intitulé « Battle of Fort Stevens » (voir la liste des auteurs).